# Cypa latericia
Cypa latericia là một loài bướm đêm thuộc họ Sphingidae. Loài này có ở Thái Lan và Miến Điện.